# ザルツブルク大司教
ザルツブルク大司教（ザルツブルクだいしきょう、独：Erzbischof von Salzburg）は、カトリックの大司教である。教皇遣外使節として外から識別される身分、つまりローマ教皇庁の緋の衣を1854年以来身にまとう身分にある。この衣は枢機卿以外は着用できない。ザルツブルクの聖堂参事会は、ローマ教皇が選んだ3名の候補から次期大司教を選択する特別の権利を持っている。

## 歴史
中世においてはザルツブルク大司教領（1278年 - 1803年）の領主でもあった。
ザルツブルクの大司教は1803年の神聖ローマ帝国における聖界諸侯の廃止まで、神聖ローマ帝国の諸侯（フュルスト）を兼ね、そのため大司教侯（Fürsterzbischof）の称号を有していた。大司教職には既に10世紀より、「生得の教皇遣外使節」（"geborene Legaten"）として、切迫した事情のある場合はローマ教皇の決断の代りに教区の中で必要な決断する権限が備わり、破門宣告をすることもできた。1072年以後、1934年のオーストリアとの政教条約締結まで、「ザルツブルク大司教領」であるキームゼー、ゼッカウ、グルク、ラヴァントでは教皇の承認をまたず司教の任命・指名をすることができた。 1869年の第1回バチカン公会議においてもなお、ローマ教皇ピウス9世が、ザルツブルクの大司教マクシミリアン・フォン・タルノーツィを指して、「みたまえ、半教皇（教皇の権限を半分持っている人）がここに来たよ。自分で司教を任命できる人が」と言ったという話が広く伝わっている。

## 歴代大司教および任期
- 聖ルーペルト修道院長・初代司教（St. Rupert） 696年-718年
- 聖ヴィルギル修道院長・行政長官（St.Virgil） 747年-784年。749年から司教。
- 聖アルノ修道院長・司教（St.Arno） 785年-821年。 798年から大司教。
- アダルラム（Adalram） 821年-836年
- ロイトラム（Leutram） 836年-859年
- アダルウィン（Adalwin） 859年-873年
- アダルベルト1世（Adalbert I） 873年
- ディートゥマール1世（Dietmar I） 873年-907年 。ハンガリー軍との戦争で戦死。
- ピルグリム1世（Pilgrim I） 907年-923年
- アダルベルト2世（Adalbert II） 923年-935年
- エギルホルフ（Egilholf） 935年-939年
- ヘルホルト（Herhold） 939年-958年
- フリードリヒ1世（Friedrich I） 958年-991年
- 聖ハルトヴィク（St. Hartwik） 991年-1023年
- グンター（Gunther） 1024年-1025年
- ディートゥマール2世（Dietmar II） 1025年-1041年
- ヒポルトシュタイン伯聖エーベルハルト1世（St. Eberhard I, Graf von Hippoltstein） 1147年-1164年
- コンラート2世（Konrad II） 1164年-1168年
- アダルベルト3世・フォン・ベーメン（Adalbert III von Boehmen）  1168年-1177年
- ヴィッテルスバッハ伯コンラート3世（Konrad III, Graf von Wittelsbach） 1177年-1183年。枢機卿。
- アダルベルト3世・フォン・ベーメン（Adalbert III von Boehmen）（再任） 1183年-1200年
- レーゲンスベルク伯エーバーハルト2世（Eberhard II, Graf von Regensberg） 1200年-1246年
- ブルクハルト1世・フォン・ツィーゲンハイン（ドイツ語版）、（Burkhart I von Ziegenhain） 1247年
- フィリップ・フォン・シュポンハイム（Philipp von Sponheim） 1247年-1256年
- ウルリッヒ・フォン・ゼッカウ（Ulrich von Sekau） 1256年-1265年
- ヴラディスラフ・フォン・シュレージエン（Wladislaw von Schlesien） 1265年-1270年
- フリードリヒ2世・フォン・ヴァルヒェン（ドイツ語版）（Friedrich II. von Walchen）  1270年-1284年
- ルドルフ・フォン・ホーエネック（Rudolf von Hoheneck） 1284年-1290年
- コンラート4世・フォン・ブライテンフルト（Konrad IV von Breitenfurt） 1291年-1312年
- ヴァイハルト・フォン・ポルハイム（Weichard von Pollheim） 1312年-1315年
- フリードリッヒ3世・フォン・リープニッツ（Friedrich III von Liebnitz） 1315年-1338年
- ハインリッヒ・ピルンブルンネル（Heinrich Pyrnbrunner） 1338年-1343年
- オルドゥルフ・フォン・ヴィーセネック（Ordulf von Wiesseneck） 1343年-1365年
- ピルグリム2世・フォン・プフハイム（Pilgrim II, von Puchheim） 1365年-1396年
- グレゴール・シェンク・フォン・オスターヴィッツ（Gregor Schenk von Osterwitz） 1396年-1403年
- エーバーハルト3世・フォン・ノイハウス（Eberhard III von Neuhaus） 1403年-1427年
- エーバーハルト4世・フォン・シュタルヘンベルク、（Eberhard IV von Starhemberg） 1427年-1429年
- ヨハン2世・フォン・ライスベルク（Johann II von Reisberg） 1429年-1441年
- フリードリヒ4世・トゥルフゼース・フォン・エマーベルク（Friedrich IV Truchsees von Emmerberg） 1441年-1452年
- ジークムント1世・フォン・フォルカースドルフ（Sigmund I von Volkersdorf） 1452年-1461年
- ブルクハルト2世・フォン・ヴァイスプリアッハ（Burkhart II, von Weisspriach） 1461年-1466年
- ベルンハルト・フォン・ローア（Berhard von Rohr）  1466年-1482年
- ヨハン3世・ベッケンシュラーガー（Johann III Beckenschlager） 1482年-1487年行政長官、1487-1489年大司教
- シャウンベルク伯フリードリヒ5世（Friedrich V Graf von Schaunberg） 1489年-1494年
- ジークムント2世・フォン・ホレネック（Sigmund II von. Hollenegg） 1494年-1495年
- レオンハルト・フォン・コイチャッハ（Leonhard von Keutschach） 1495年-1519年 ユダヤ人の追放を行う。
- マッテウス・ランク・フォン・ヴェレンブルク（Matthaeus Lang von Wellenburg） 1519年-1540年
- エルンスト・フォン・バイエルン（Ernst von Bayern）1540年-1554年
- ミヒャエル・フォン・キューンブルク（Michael von Kuenburg）1554年-1560年
- ヨハン・ヤコブ・フォン・キューン＝ベラースィ（Johann Jakob von Kuen-Belasy）1560年-1586年
- ゲオルク・フォン・キューンブルク（Georg von Kuenburg）1586-1587年
- ヴォルフ・ディートリヒ・フォン・ライテナウ（Wolf Dietrich von Raitenau） 1587年 - 1612年 廃位されホーエンザルツブルク城に幽閉される。1617年、獄中で死去。
- ホーエネムス伯マルクス・ジッティクス（Markus Sittikus, Graf von Hohenems） 1612年-1619年
- ロドロン伯パリス（Paris Graf von Lodron） 1619年-1653年
- トゥーン伯グイドバルト（Guidobald Graf von Thun） 1654年 - 1668年。枢機卿。
- マックス・ガンドルフ・フォン・キューンブルク（Max Gandolf Graf von Khuenburg） 1668年-1687年。枢機卿。
- ヨハン・エルンスト・フォン・トゥーン（Johann Ernst Graf von Thun） 1687年 - 1709年
- ハラッハ侯フランツ・アントン（Franz Anton Furst von Harrach） 1709年 - 1727年
- フィルミアン男爵レオポルト・アントン・エロイテリウス（英語版）（Leopold Anton Eleutherius Freiherr von Firmian） 1727年 - 1744年。プロテスタントを迫害した（de:Salzburger Exulanten）。
- ヤコブ・エルンスト・フォン・リーヒテンシュタイン-カステルコルノ（Jakob Ernst von Liechtenstein-Castelcorno） 1744年-1747年
- ディートリヒシュタイン伯アンドレアス・ヤコブ（Andreas Jakob von Dietrichstein） 1747年-1753年
- シュラッテンバッハ伯ジークムント3世（Siegmund III. Graf von Schrattenbach） 1753年 - 1771年
- コロレド伯ヒエロニュムス（Hieronymus Graf von Colloredo） 1772年-1812年。1803年のザルツブルク世俗化により聖界諸侯の地位を失う。大司教に仕える宮廷音楽家だったモーツァルトとの対立で知られる。
- ジークムント・クリストフ・フォン・ツァイル・ウント・トゥラウハブルク（行政長官）（Sigmund Christoph von Zeil und Trauchburg）1812年-1814年
- レオポルト・マクシミリアン・フォン・フィルミアン（Leopold Maximilian von Firmian） 1816年-1822年。ウィーン大司教に転じ、1831年死去。
- アウグスト・グルーベル（Augustin Gruber） 1823年-1835年
- フリードリヒ・ヨハネス・フォン・シュヴァルツェンベルク（Kardinal Friedrich Johannes von Schwarzenberg） 1835年-1849年。枢機卿。プラハ大司教に転じ、1885年死去。
- マクシミリアン・ヨーゼフ・フォン・タルノーツィ（Kardinal Maximilian Joseph von Tarnoczy） 1851年-1876年。枢機卿。
- フランツ・アルベルト・エーダー（Franz Albert Eder） 1876年-1890年
- ヨハネス・ハラー（Kardinal Johannes Haller） 1890年-1900年。枢機卿。
- ヨハネス・バプティスト・カッチャタラー（Kardinal Johannes Baptist Katschthaler） 1900年-1914年。枢機卿。
- アンドレアス・ローラッハー（Andreas Rohracher） 1943年-1969年
- エドゥアルト・マッハイナー（Eduard Macheiner） 1969年-1972年
- カール・ベルク博士（DDr. Karl Berg） 1973年-1988年
- ゲオルク・エーダー博士（Dr. Georg Eder） 1989年-2002年
- アロイス・コートガッセル博士（Dr. Alois Kothgasser Salesianer Don Boscos） 2003年-2013年。後任のラクナーが任命されるまで、大司教区における教皇代理。2018年現在、名誉大司教。
- フランツ・ラクナー（Franz Lackner） 2014年-